# Connie Mulder

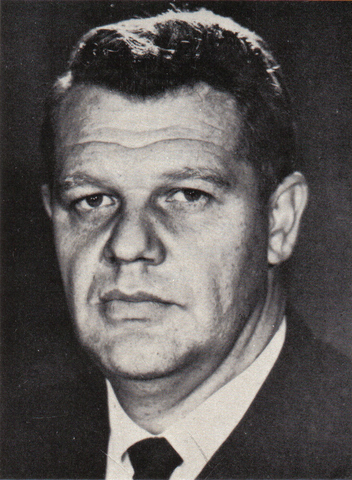
Connie Mulder

Connie Petrus Mulder (5 de junio de 1925 – 1988) fue un político sudafricano. 
Mulder era un afrikáner que, como miembro del Partido Nacional, fue elegido alcalde de Randfontein. En 1958 ingresó al parlamento como representante del mismo distrito de Randfontein.
En 1968 asumió el cargo de Ministro de Información, y luego el de Ministro de Administración y Desarrollo Bantú (al tiempo que seguía como ministro de información). Era generalmente considerado como posible sucesor del primer ministro B.J. Vorster. Dicha posibilidad aumentó tras la muerte de su rival en el partido, el ministro de Finanzas Nico Diederichs. Sin embargo, sus esperanzas de convertirse en líder del partido y primer ministro se desplomaron, cuando su carrera política se arruinó al salir a la luz pública detalles de lo que se conoció como el "Muldergate".
Mulder había sido el líder, supervisor y ejecutor de un plan de propaganda que buscaba influir en la prensa en inglés, para hacerla más proclive a simpatizar con el sistema del apartheid. El plan involucraba el pago de sobornos a periodistas de agencias de noticias y de periódicos internacionales, así como la compra de un periódico que escribiría artículos positivos acerca de la obra del gobierno. Los fondos para financiar esta operación eran desviados de otras partidas presupuestarias secretas, y legitimados ("lavados") usando cuentas bancarias suizas, incumpliendo así las estrictas regulaciones de cambio de divisas de Sudáfrica.
Al estallar el escándalo el parlamento estableció una comisión para investigar el Ministerio de Información. Pieter Willen Botha, que se desempeñaba como Ministro de Defensa, aprovechó la situación para hacer avanzar sus intereses políticos y desprestigiar a Vorster y a Mulder, quienes se vieron obligados a renunciar a sus cargos en el gobierno (pero se mantuvieron en el partido y el parlamento). Botha asumió el liderazgo del partido y fue nombrado primer ministro.
Botha estableció la Comisión Erasmus para investigar el escándalo y las cuentas financieras de los ministerios bajo Mulder. La comisión concluyó que ocurrieron serias irregularidades financieras en el Ministerio de Información, y que Mulder abusó de su autoridad. Mulder rechazó las conclusiones de la comisión y fue obligado a renunciar al partido y al parlamento.
Luego de su expulsión del Partido Nacional, Mulder siguió activo en la política, formando en 1979 su propio partido político, el cual obtuvo el 2% de los votos en las elecciones de 1981. El partido luego fue absorbido por el Partido Conservador.
En 1988 Mulder fue elegido como representante al parlamento del Partido Conservador. Sin embargo, murió de cáncer antes de poder asumir el cargo.